# Odontomachus hastatus
Odontomachus hastatus (лат.) — вид муравьёв рода Odontomachus из подсемейства понерины (Ponerinae, Formicidae); встречается в Центральной и Южной Америке. Муравьи среднего размера (длина тела составляет около 1 см) коричневого цвета. Затылочные углы головы увеличенные, в них прикрепляются мощные мышцы захлопывающихся почти мгновенно длинных челюстей. Крупный и агрессивный вид, живущий на деревьях; обычно гнездится среди корней эпифитных растений семейства бромелиевых. Численность рабочих в семье составляет 200—500 особей. Число маток варьируется в популяциях Odontomachus hastatus и положительно коррелирует с размером гнездовий. В более крупных гнёздах находятся более крупные колонии муравьёв. Между членами колонии (яйцекладущими самками и рабочими осами) устанавливаются иерархические взаимоотношения.

## Описание

### Строение
Среднего размера муравьи (длиной около 1 см) коричневого цвета. От близких видов отличаются следующими признаками: голова, грудь, петиоль и брюшко — с обильными мелкими стоячими волосками; узел петиоля — стеблевидный, спереди; вершина жвал — с тремя крупными зубцами; задняя треть верха головы гладкая и блестящая; скапус усика длинный, превышает задний край головы. Усики длинные и тонкие. Глаза расположены в переднебоковых частях головы. 

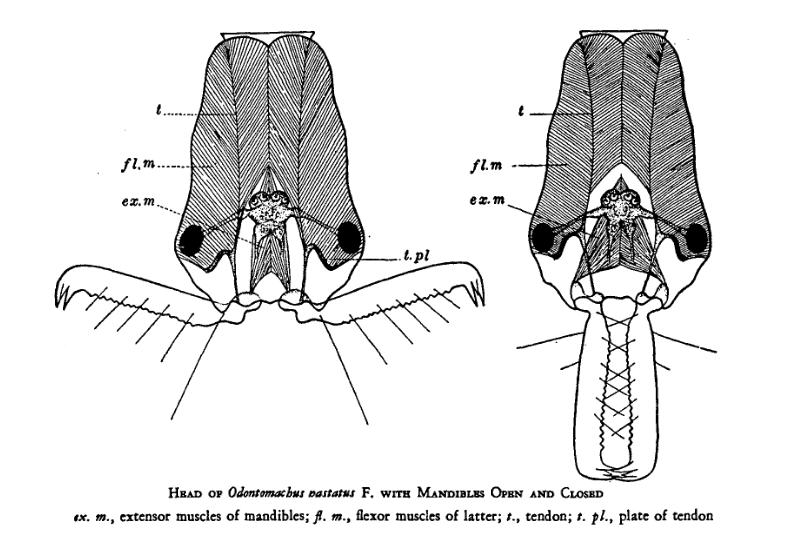
Голова с мандибулами

Голова имеет увеличенные затылочные углы, к которым прикрепляются мощные мышцы захлопывающихся почти мгновенно длинных челюстей. Жвалы представляют собой сильно увеличенную и удлинённую форму верхних челюстей, прикрепляются в средней части передней поверхности головы, почти рядом друг с другом. Стебелёк между грудью и брюшком состоит из одного членика (конусовидного петиолюса) с заострённой верхней частью.

### Биология
Odontomachus hastatus — крупный и агрессивный вид муравьёв, живущий на деревьях; обычно он гнездится среди корней эпифитных бромелиевых в тропических лесах Центральной и Южной Америки. Чаще муравейники находятся в растениях вида Vriesea procera, реже — в растениях родов Aechmea и Quesnelia. Численность рабочих составляет 200—500 особей. Число маток в популяциях варьируется, положительно коррелируя с размером гнездовий (скоплением корней эпифитных бромелий). В более крупных гнёздах находятся более крупные колонии муравьёв. Места для гнездования на заселённых муравьями бромелиях отличаются по размеру и высоте от обычного сообщества бромелиевых, где нет муравьёв. Матки в полигинных колониях — оплодотворённые, у них развиваются яичники и откладываются яйца. Размножение в полигинных семьях регулируется агонистическим поведением матки-королевы, включая яичный каннибализм. Доминирующие королевы обычно производят больше яиц. Полевые наблюдения показывают, что колонии могут быть основаны одной самкой (гаплометроз). Полигиния у Odontomachus hastatus может быть результатом либо объединения в группы маток-соосновательниц (плеометроз), либо удочерения новых маток молодыми колониями (вторичная полигиния). Скопление бромелий увеличивает пространство для гнёзд и, вероятно, добавляет стабильности за счёт сильной корневой системы, что может способствовать выбору матками микросреды обитания и благоприятствовать плеометрозу. Сильные ливни, которые часто вызывают гибель бромелиевых, могут быть источником распада колонии и способствовать полигинии.
Агонистические взаимодействия между сосуществующими королевами Odontomachus hastatus включают в себя ряд стереотипных проявлений, начиная от схваток с ударами антеннами и заканчивая открытой агрессией с типичными мандибулярными ударами; королева, инициирующая столкновение, обычно побеждает в нём. Агрессивная встреча обычно начинается с фронтального подхода одной королевы (доминантной), за которым следует последовательность энергичных ударов антеннами по голове, антеннам или ногам противника (подчинённого). Доминирующая королева обычно стоит над соперницей, которая обычно опускает тело, отводит назад антенны и закрывает мандибулы. Состязание может длиться от нескольких секунд до четырёх минут и обычно заканчивается тем, что подчинённая королева уходит в противоположном направлении. Реже, однако, состязание может перерасти в настоящую драку, и соперничающие королевы могут сцепить мандибулы или даже тянуть друг друга за антенны, что иногда приводит к увечью придатка. Большинство агонистических взаимодействий между королевами происходит вблизи кучи яиц, причём подчинённая королева обычно покидает окрестности после поединка. Агрессия королев по отношению к рабочим также наблюдается и соответствует той же модели поведения.
В полигинных колониях основной причиной агрессии обычно бывает откладка яиц. В последнем случае доминантные королевы проявляют явную агрессию по отношению к другим королевам, находящимся в типичной позе откладки яиц или несущим только что отложенное яйцо. В таких случаях агрессия обычно заключается в энергичном вскидывании антенн с последующими мандибулярными ударами, направленными на то, чтобы вытащить яйцо непосредственно из брюшка другой самки или из её мандибул. Несмотря на открытую враждебность к откладывающим яйца самкам, они в целом успешно откладывают яйца в общую кучу. Агрессия между королевами вблизи яиц иногда сохраняется в течение некоторого времени после откладки. Хотя королевы часто изучали кучу яиц с помощью антенн, их никогда не видели уничтожающими только что отложенные яйца. В нескольких случаях, как в моногинных, так и в полигинных колониях, видели рабочих, откладывающих трофические яйца в общую кладку.

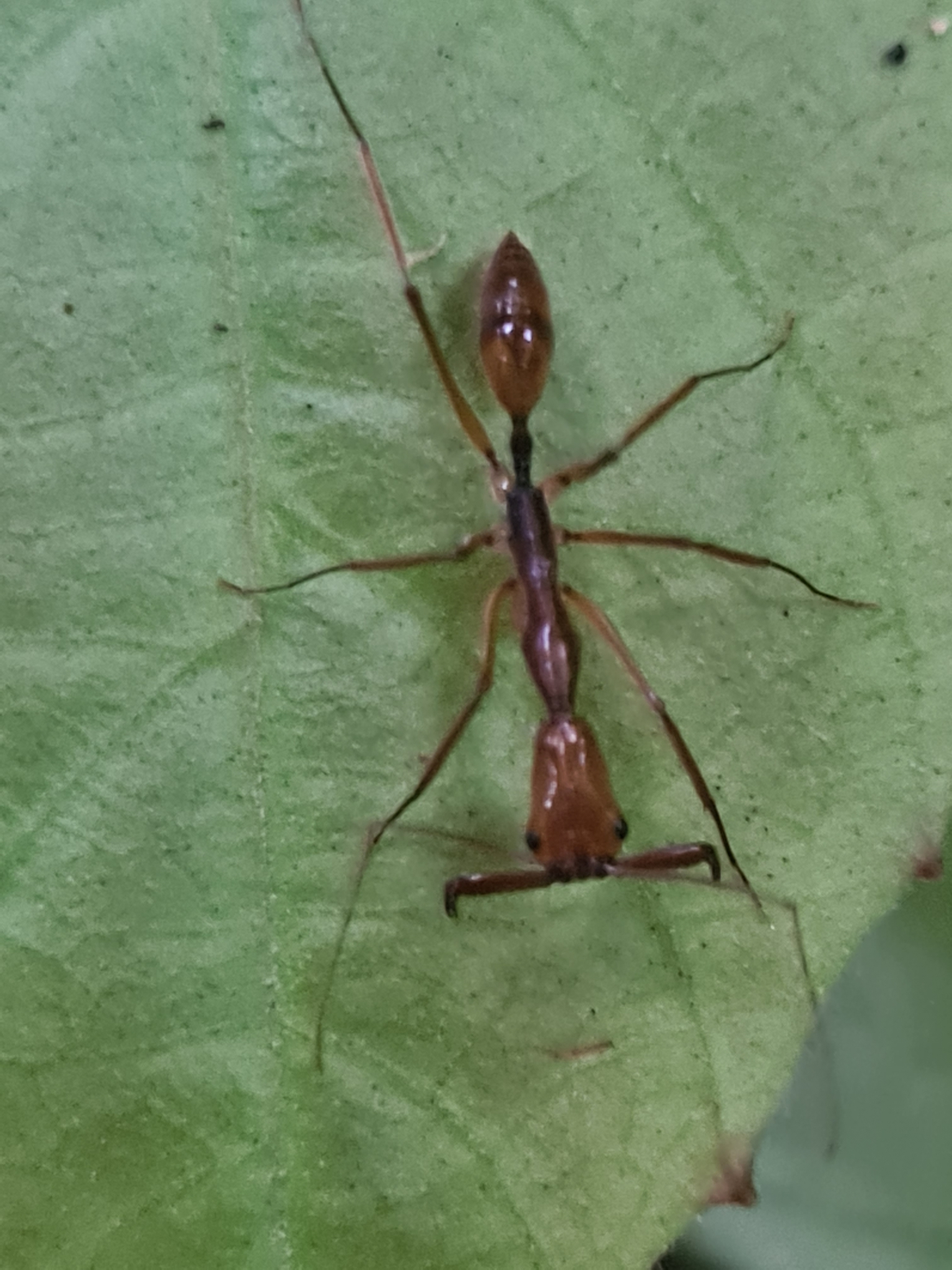
Odontomachus hastatus

### Фуражировка
Odontomachus hastatus в основном ведёт ночной образ жизни круглый год, с повышенной фуражировочной активностью во влажное и тёплое время года. Отдельные фуражиры Odontomachus hastatus ищут пищу обычно в кроне дерева, на котором растут эпифитные бромелии. Охотники часто используют лазающие лианы как мосты, чтобы переходить от дерева к дереву в пологе леса или ищут добычу на расположенных ниже растениях. Odontomachus hastatus ни разу не наблюдался в поисках пищи на земле. Фуражировка обычно начинается с наступлением сумерек около 17:30 и достигает пика около 20:00. На закате отдельные фуражиры выходят из своего гнезда, чтобы охотиться за добычей среди листвы. Обычно, когда первые рабочие возвращаются с недавно пойманной добычей, большинство муравьёв, как правило, покинули гнездо. Собирательство прекращается на рассвете с 06:00 до 08:00. Общая активность рабочих во влажное и тёплое время года повышенная по сравнению с сухим и холодным сезоном. Фуражиры добывают корм поодиночке на деревьях, охотясь на различных членистоногих, обитающих в лесном пологе, при этом более 60 % пойманной добычи составляют двукрылые (имаго), бабочки (взрослые и гусеницы), муравьи (рабочие и крылатые половые особи) и пауки. Odontomachus hastatus — типичный универсальный хищник-генералист, подавляющее большинство добычи которого составляют организмы, пойманные живыми (88 % идентифицированных животных), большая часть которых имеет сухой вес менее 2,0 мг.

### Визуальная навигация
Значимость визуальных сигналов (силуэты листьев и ветвей) во время навигации фуражиров Odontomachus hastatus исследовалась в лесу на острове Кардозу в штате Сан-Паулу на юге Бразилии. Лабораторные эксперименты с использованием муравьиной колонии в неволе и круглой кормовой арены показали, что искусственный рисунок лесного полога над муравьями и визуальные метки горизонта являются эффективными сигналами ориентации для навигации Odontomachus hastatus. С другой стороны, фуражиры, которым давали только трёхмерный ориентир (цилиндр) или химические метки, не могли правильно ориентироваться. Исследования показали, что виду Odontomachus hastatus, как и другим дендробионтным муравьям, свойственна навигация по визуальным сигналам. Ночное освещение (луна, звезды), по-видимому, достаточно для создания контрастных силуэтов полога и окружающей растительности, что обеспечивает ориентиры. В условиях экспериментальной арены химические сигналы не работают, но в природных условиях эти метки, предположительно, могут быть важны для маркировки раздвоенных дендробионтных маршрутов.

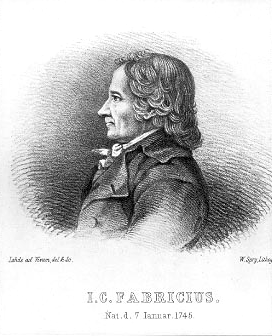
Иоганн Фабриций впервые описал этот вид в 1804 году

## Генетика
Диплоидный хромосомный набор составляет 44 хромосомы у самок (4 метацентричных и 40 акроцентричных хромосом; формула 4M + 40A), гаплоидный набор у самцов равен 22 хромосомам.

## Систематика
Вид был впервые описан в 1804 году датским энтомологом Иоганном Христианом Фабрицием (Johan Christian Fabricius; 1745—1808) под названием Myrmecia hastata Fabricius, 1804. В состав рода Odontomachus был включён в 1807 году немецким зоологом Иоганном Карлом Иллигером.

## Распространение
Встречается в Центральной и Южной Америке — от южной Мексики на севере до Боливии на юге, — в том числе в таких странах, как Бразилия, Гватемала, Колумбия, Коста-Рика, Никарагуа, Панама, Перу, Французская Гвиана, Эквадор.